# Regil
Regil (en llatí: Regillus) era un cognom de la gens Emília, una gens d'origen patrici. Per bé que és raonable que el cognom procedís de la ciutat sabina de Regillum, també es podria tractar del diminutiu de rex ('rei'), regillus. Els Regil es van extingir a la meitat del segle ii aC.
Alguns personatges de la família van ser:
- Marc Emili Regil, cònsol electe el 214 aC.
- Luci Emili Regil, pretor el 190 aC.